# Manolita Serra
Manolita Serra (Buenos Aires, ¿? - ibídem, 2 de diciembre de 1990) fue una actriz de cine, radio, teatro y televisión argentina.

## Carrera
Manolita Serra fue una destacada actriz de reparto, que iniciada en esplendor del radioteatro, incursionó brillantemente desde la época de oro del cine argentino hasta la más contemporánea.
En la pantalla grande secundó a figuras de gran porte como Tita Merello, Mario Fortuna, Julio Martel, María Esther Buschiazzo, Olinda Bozán, Julia Sandoval, Guillermo Bredeston, Soledad Silveyra, Julio de Grazia, Cipe Lincovsky, entre otros.
Trabajó en Radio Moyano y en Radio LS9 La Voz del Aire, compartiendo trabajo con Juan Carlos Croharé, Gustavo Cavero y Ofelia Lotito en Las aventuras de Carlos Norton.
En televisión, en 1953 protagonizó por Canal 7 durante los tres meses en que estuvo el programa en el aire, Peter Fox vuelve o Peter Fox ha vuelto, con libretos de Miguel de Calasanz y un elenco en el que estaban Luis Sorel, María Aurelia Bisutti y Miguel Dante. Luego volvió al programa al retornar el mismo a la televisión en 1959 bajo el título Peter Fox lo sabía, programa inspirado en Sherlock Holmes. En esta saga de un deductivo investigador de casos policiales de prosapia sajona donde también trabajó la primera actriz radioteatral Julia Giusti.
En teatro integró  Compañía Gloria Guzmán - Juan Carlos Thorry, haciendo presentaciones en Rosario, Provincia de Santa Fe. En ella también estaban Analía Gadé, Mónica Grey, Pascual Pellicciotta e Inés Moreno, entre otros. En 1967 forma una compañía junto a los artistas Elvira Porcel, Juan Carlos Casas y Luis Linares.

## Filmografía
- 1949: El ídolo del tango.
- 1951: Pasó en mi barrio.
- 1973: ¡Quiero besarlo Señor!.
- 1973: Tierra extraña.
- 1984: El juguete rabioso.[4]

## Televisión
- 1964/1971: El amor tiene cara de mujer.
- 1967: Quinto año nacional.
- 1968/1973: Don Jacobo.
- 1973: Humor a la italiana.
- 1973: Teatro como en el teatro.
- 1974: Narciso Ibáñez Serrador presenta a Narciso Ibáñez Menta.
- 1981: Los especiales de ATC.[5]

## Teatro
- Esta noche se recita improvisando (1937).
- Nada de Pirandello ... por favor! (1937).
- Deseo bajo los olmos (1937), de Eugenio O'neill.
- La enemiga (1948), con la Compañía teatral de Blanca Podestá, junto con un destacado elenco entre las que se encontraban Mario Danesi, Lilia del Prado, Blanca Vidal, Elisardo Santalla, Cecilia Reyes, Mary Rey, Amalia Britos, Pedro Aleandro, Américo Acosta Machado, Alfredo Distasio y Jorge de la Riestra.[6]
- Las montañas de las brujas (1947).
- El calendario que perdió siete días (1949).
- Los maridos engañan de 7 a 9 (1953).
- Cayó un alemán del cielo (1959), de Miguel Coronato Paz. Interpretado por Pablo Palitos, Alfredo Arrocha y Pepe Armil.
- Trece a la mesa (1962), encabezada por Paulina Singerman.
- Tierra extraña (1973), estrenada en el Teatro Obrero Argentino.[7]
- La Fierecilla Domada (1975), encabezada por Fanny Navarro.[8]
- Ensalada de ternura y tomate (1977/1978), con la "Compañía de comedias Guillermo Bredeston-Nora Carpena".
- Era el vals (1982), junto a José María Gutiérrez, María de la Paz e Ivonne Fourney.
- El gran deschave (1983), dirigida por José María Paoloantonio en el Teatro El Globo.